# Bolesław Hozakowski

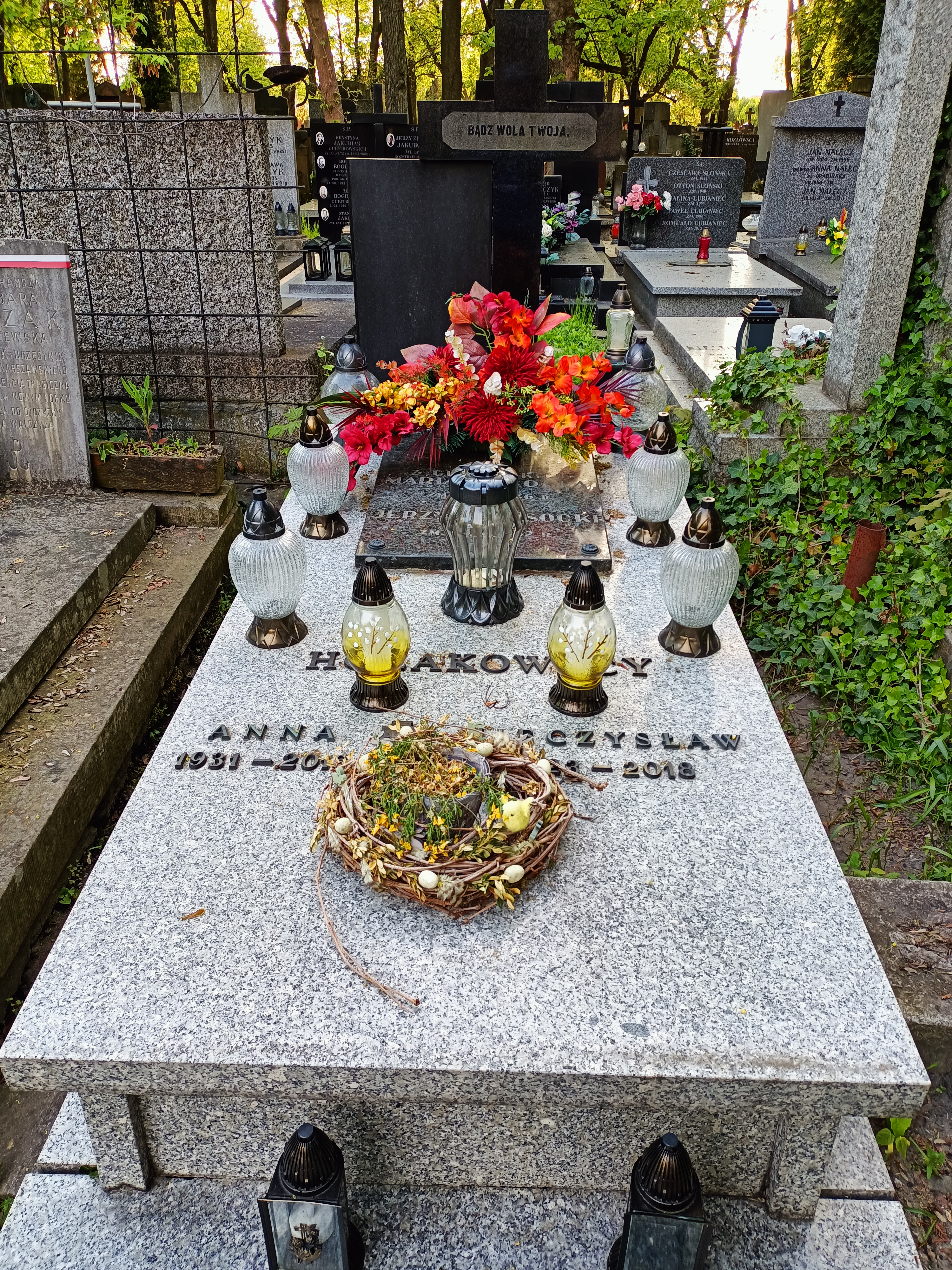
Grób Bolesława Hozakowskiego na cmentarzu Powązkowskim w Warszawie

Bolesław Zygmunt Hozakowski (ur. 13 maja 1923 w Toruniu syn Zygmunta i Wandy, zm. 3 stycznia 2018) – kombatant, żołnierz Armii Krajowej, członek Rady Naczelnej oraz wiceprezes Światowego Związku Żołnierzy Armii Krajowej. Współinicjator wielu akcji upamiętniających działalność AK w całym kraju. W 2005 roku członek Komitetu Honorowego Poparcia Lecha Kaczyńskiego w wyborach prezydenckich, a w 2007 roku członek Komitetu Honorowego Poparcia Prawa i Sprawiedliwości w wyborach parlamentarnych. 

## Życiorys
Od 1933 r. członek Związku Harcerstwa Polskiego w VI Pomorskiej Drużynie im. Zawiszy Czarnego przy Gimnazjum i Liceum M. Kopernika w Toruniu. Absolwent tego gimnazjum. W październiku 1939 r. po włączeniu przez Niemców Pomorza do Reichu, chroniąc się przed rozpoczętymi przez okupanta masowymi aresztowaniami wśród młodzieży szkolnej a szczególnie tej należącej do tzw. Przysposobienia Wojskowego, uciekł z Torunia na teren Generalnej Guberni do Warszawy. Tu kontynuował dalszą naukę na tajnych kompletach otrzymując maturę. Następnie podjął studia wyższe w tajnej Szkole Głównej Handlowej funkcjonującej pod nazwą Miejskiej Szkoły Handlowej II stopnia, którą ukończył z tytułem magistra ekonomii po wojnie w 1945 r.

### Działalność konspiracyjna w latach 1942–1944
W okresie okupacji w 1942 r. wstąpił do Armii Krajowej. Brał udział w akcjach dywersyjnych, sabotażowych, szkoleniowych i propagandowych w Warszawie. Uczestniczył w akcjach wojskowych, zdobywania i przerzutu broni oraz w kolportażu konspiracyjnej prasy na terenie Małopolski. W końcu 1942 roku podczas akcji pacyfikacyjnej na Podkarpaciu został aresztowany przez gestapo, a następnie przez kilka miesięcy więziony w więzieniu  gestapo w Nowym Sączu bez udowodnienia winy. Po powrocie do Warszawy ukończył konspiracyjną podchorążówkę. Strukturalnie działał w pułku „Baszta”, batalion „Olza”, kompania „O-1”, pluton III, w którym pełnił funkcję dowódcy drużyny w stopniu wojskowym: kapral podchorąży. Pseudonimy „Pomorski” i „Mietek”.

### Uczestnik powstania warszawskiego 1.08.1944 – 27.09.1944
Brał udział w powstaniu warszawskim na terenie V Obwodu AK dzielnicy Mokotów. Walkę zbrojną rozpoczął 1 sierpnia o godz. „W” od ataku na Fort Mokotowski (Kryptonim „Rak”), podczas którego Kompania „O-1” poniosła wielkie straty. Następnie walczył w oddziałach na Sadybie, Czerniakowie (Fort Czerniakowski), aż do momentu, kiedy rozbity oddział wycofał się z konieczności do Lasów Kabackich, unikając w ten sposób niewoli niemieckiej.

### Praca zawodowa
Po zakończeniu wojny w patriotyczny sposób wykonywał ostatni rozkaz dowódcy AK gen. Okulickiego. Powrócił do Torunia, gdzie podjął drugie studia na Wydziale Prawa Uniwersytetu Mikołaja Kopernika, które ukończył w 1948 roku uzyskując tytuł magistra prawa. Jako prawnik-ekonomista mając wszechstronne wykształcenie nie podjął jednak pracy w strukturach PRL-u. Zatrudnił się w centrali Sandomiersko-Wielkopolskiej Hodowli Nasion S.A. pod przymusowym Zarządem Państwowym. Następnie w roku 1956 postanowił odtworzyć – zgodnie z tradycją rodzinną – choćby w małym zakresie przedwojenną firmę nasienną zakładając prywatne przedsiębiorstwo nasienno-hodowlane w Łowiczu. Była to działalność nie tylko handlowa, ale mająca na celu podniesienie poziomu aktywności polskiego indywidualnego prywatnego rolnictwa i nasiennictwa. Równocześnie działał społecznie, jako członek Wojewódzkiej i Naczelnej Rady Zrzeszenia Prywatnego Handlu i Usług. Walczył o właściwe traktowanie prywatnej działalności gospodarczej mającej znaczenie ideowo- polityczne, przeciwstawne ustrojowi gospodarki komunistycznej. Prowadząc istotną działalność dla indywidualnego rolnictwa i przeciwstawiając się totalitaryzmowi PRL-u prowadził swoistą walkę z narzuconym ustrojem.

### Praca społeczna
Jest członkiem Światowego Związku Żołnierzy Armii Krajowej od roku 1990 w Okręgu Warszawa ŚZŻAK – Środowisko „Baszta”. W ramach pełnionych funkcji w ŚZŻAK, jako aktywny działacz Związku uczestniczy społecznie w pracach organizacyjnych na rzecz Kombatantów. Organizator i koordynator wielu akcji mających na celu upamiętnienie miejsc pamięci poległych i pomordowanych żołnierzy A.K. oraz ludności cywilnej Warszawy walczących w obronie suwerenności i niepodległości kraju. Działa szczególnie na rzecz upamiętnienia bohaterstwa żołnierzy konspiracji i powstania warszawskiego. Bierze udział w działaniach społecznych i publicznych dla środowiska kombatanckiego w latach 1992–2008. Jako przedstawiciel ŚZŻAK współorganizator wielu uroczystości państwowych, wojskowych, samorządowych i kombatanckich w latach 2000–2005 oraz organizator sponsoringu na rzecz Okręgu W-wa ŚZŻAK. Jako prawnik udziela porad prawnych w bieżących sprawach kombatanckich i Związku.

### Pełnione funkcje w ŚZŻAK
W środowisku „Baszta” Okręgu Warszawa ŚZŻAK był członkiem Zarządu.
W” Okręgu Warszawa ŚZŻAK był członkiem Prezydium od 1998 do 2004 pełniąc następujące funkcje:
- sekretarz Zarządu Okręgu Warszawa ŚZŻAK – od 06.06.2001do 30.11.2002
- zastępca prezesa Zarządu Okręgu Warszawa ŚZŻAK – od 09.01.2002 do 25.11.2004

W Zarządzie Głównym ŚZŻAK pełnił następujące funkcje:
- zastępca członka Prezydium Zarządu Głównego ŚZŻAK – od 19.07.2005 do 24.01.2006
- członek Prezydium Zarządu Głównego ŚZŻAK – od 24.01.2006 do chwili obecnej
- wiceprezes Zarządu Głównego ŚZŻAK – od 28.02.2006 do chwili obecnej.

Jako Wiceprezes Zarządu Głównego ŚZŻAK nadzoruje prace Komisji ds. Historii Pamięci Narodowej, w tym działalność badawczą i wydawniczą. Inspiruje działalność prawną Związku, a w tym między innymi kieruje pracami nad uaktualnieniem statutu Związku. Jest członkiem Rady ds. Kombatantów przy Prezydencie Rzeczypospolitej Polskiej, współpracuje z Biurem Bezpieczeństwa Narodowego i z Urzędem ds. Kombatantów i Osób Represjonowanych. Współorganizator uroczystości kombatanckich. Konsultuje i utrzymuje bezpośrednie kontakty z władzami rządowymi i politycznymi w sprawach dotyczących projektowanych zmian nowelizacji ustawy kombatanckiej oraz opracowania projektu nowej ustawy dla weteranów walk o niepodległość Państwa Polskiego.
Uczestniczy w opracowywaniu projektów aktów prawnych i zawieranych umów przez Związek. Utrzymuje stałe kontakty organizacyjne i konsultuje z Dyrekcją Muzeum Powstania Warszawskiego całokształt spraw dotyczących ŚZŻAK-u. Nadzoruje kontakty korespondencyjne z członkami Związku. Wszystkie działania i prace dla Związku wykonuje społecznie.

## Odznaczenia
- Krzyż Komandorski z Gwiazdą Orderu Odrodzenia Polski – 2009[4][5]
- Krzyż Komandorski Orderu Odrodzenia Polski – 2006[6][5]
- Warszawski Krzyż Powstańczy[5]
- Krzyż Armii Krajowej[5]